# Лунинська волость
Лунинська волость — історична адміністративно-територіальна одиниця Пінського повіту Мінської губернії Російської імперії. Волосний центр — село Лунин.

## У складі Польщі
Ґміна Лунін — колишня (1920—1928 рр.) сільська ґміна Лунинецького повіту Поліського воєводства Польської республіки. Центром ґміни було село Лунин.
Ґміну Лунін було ліквідовано розпорядженням Міністра внутрішніх справ Польщі 23 березня 1928 р., а поселення включені:
- до новоствореної сільської ґміни Лунінєц — села: Біле Озеро, Бостинь, Дубівка, Ловча, Лунін, Мелесниця, Вілька, Замошшя, фільварки: Бостинь, Хмільники, Кристинів, колонія: Неходина, залізничні станції: Луща і Ловча;
- до сільської ґміни Чучевіче — села: Боровики, Кормуж, Липськ, Велута і фільварки: Боровики й Новосілки.